# Catacombe ebraiche di Venosa
Le catacombe ebraiche di Venosa sono un complesso archeologico che documenta la presenza di una fiorente comunità ebraica locale tra la tarda antichità e alto Medioevo. La loro datazione, su base epigrafica, permette di collocarle in uso tra il III e il VII secolo.

## Descrizione
Si presentano come una serie di corridoi scavati sulla collina della Maddalena, in una zona periferica di Venosa, lungo i quali sono collocate le sepolture, adorne di iconografie ed epigrafie ebraiche.
Furono scoperte nel 1853 e divennero oggetto di studio sistematico solo a partire dal 1974, grazie anche all'opera di Cesare Colafemmina.
In totale, hanno restituito una settantina di epigrafi, con epitaffi in latino, greco ellenistico ed ebraico, una delle quali datata esattamente al 521 d.C.

## Comunità ebraica di Venosa

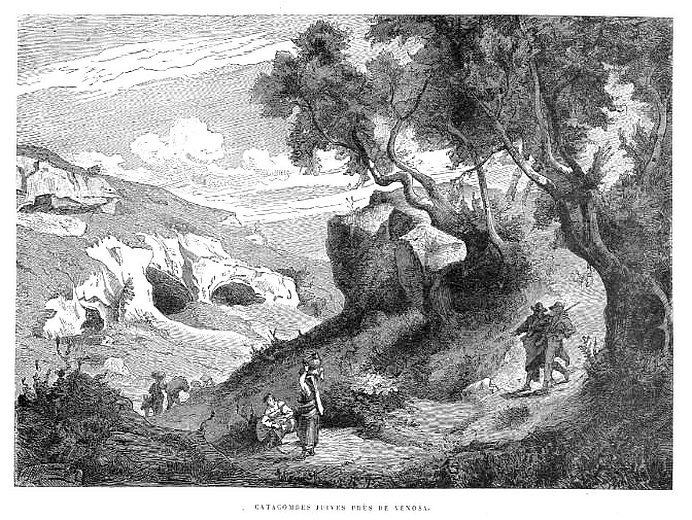
Ingresso delle catacombe (sinistra) in una stampa ottocentesca

Costituiscono un'importante testimonianza archeologica dal momento che, secondo l'ebraista Giancarlo Lacerenza, forniscono il "miglior spaccato della società ebraica meridionale" di quei secoli e documentano il livello di integrazione e di partecipazione della comunità ebraica nella vita pubblica locale. Il grado di integrazione è testimoniato anche dalla "contaminazione" con l'onomastica della società non ebraica e dal livello sociale relativamente elevato occupato da alcune famiglie ebraiche di Venosa.
Accanto a tali catacombe, vi è un'altra struttura che ospita quelle cristiane, una prossimità che fornisce una testimonianza tangibile del clima di convivenza pacifica e tollerante tra ebrei e cristiani.
Questo sepolcreto tardo antico può essere messo in rapporto a un'altra necropoli ebraica venosina di IX secolo: in quest'ultimo caso, si nota la frattura consumatasi in questi secoli, testimoniata anche dalla quasi totale sparizione del latino e del greco in favore dell'ebraico.